# リラの壁の囚人たち
『リラの壁の囚人たち』（リラのかべのしゅうじんたち）は、宝塚歌劇団月組により1988年1月15日から26日に宝塚バウホールにおいて上演されたミュージカルである（同年9月、東京簡易保険ホール・愛知文化講堂において再演された）。

## 公演内容
主演は、当時月組二番手スターだった涼風真世。
また、2010年5月7日から18日に星組により宝塚バウホールにおいて、同年5月24日から31日に東京・日本青年館において再演された。主演は、凰稀かなめ。
第二次世界大戦中、ドイツ占領下のフランス・パリにレジスタンス活動のために潜入した英国将校エドワード・ランスと彼を匿うポーラ・モランとの悲恋物語。
『ツーロンの薔薇』（1988年雪組公演）、『グランサッソの百合』（1991年星組公演）とあわせて、通称・第二次世界大戦レジスタンスシリーズと呼ばれる。作・演出はいずれも小原弘稔。 

## あらすじ
1960年、エドワード・ランスは16年振りにリラの花咲くパリの下町へやってくる。マリーと再会し、かつてこの場所で起きた悲しい出来事を回想する。
1944年晩春、英国将校エドワード・ランスは仲間のピエール、ルネと共にレジスタンス活動の為にドイツ占領下のフランス・パリに潜入していた。夜間外出禁止令の下、人々が長屋の裏庭に集い時間を過ごしていると、ゲシュタポに追われ深手を負ったエドワードと仲間たちが逃げ込んでくる。ナチス・ドイツを恐れる人々はレジスタンスである三人を追い出そうとするが、医師のルビックや警察官のモランが庇い難を逃れる。
モランの娘・ポーラは看護婦でルビックの息子・ジョルジュの婚約者であった。エドワードの怪我の介抱をすることになったポーラ。ジョルジュは二人に嫉妬の眼差しを向ける。ジョルジュは戦争で怪我をし車椅子での生活を余儀なくされていた。一生完治する見込みのない我が身を呪い、屈折した愛でポーラを支配していた。ポーラもまた、ジョルジュを見捨てることができずにこの不毛な関係を続けていた。そんなポーラに「パラディ」のウェイター・ジャンは横恋慕し、ポーラを強引に誘おうとするがエドワードに救い出される。
キャバレー「パラディ」で働くマリーはドイツ国防軍のハイマン大尉に気に入られ愛人になるように迫られていた。悩むマリーを励ますエドワード。マリーはエドワードの優しさに触れ、彼を愛するようになる。その様子を見ていたポーラの心は揺れる。その想いがエドワードへの恋心と気づかぬまま、エドワードにジョルジュと自分の恋の悩みを打ち明けるのだった。
後日、ハイマン大尉が正式にマリーに求婚をする。しかし、マリーは咄嗟に恋人がいると言って断ってしまう。そして、その相手はエドワードだと嘘をつく。愛を打ち明け一緒にイギリスへ連れて行って欲しいと懇願するマリーだったが、エドワードはその想いに応えることはできなかった。
6月中旬、モラン巡査が連合軍によるノルマンディー上陸作戦の成功を伝えた。喜び沸き立つ人々の元にゲシュタポのリヒターが現れる。エドワードという怪しい人物がいるとジャンに密告を受けたのである。エドワードの窮地を救い出したのはモランであった。エドワードの母親・クリスティーヌはフランス人であり、かつてこの「パラディ」で働いていた。彼女は若き日のモランの恋人だったのである。モランは、エドワードは自分の息子だと言いリヒターを追い返す。ポーラのエドワードへの気持ちに気づいていたジョルジュは兄妹であった二人をあざ笑う。
一方、母がイギリスに渡り五年後に生まれた自分はモランの息子ではないとエドワードは気づいていた。嘘をついてまで自分を守ってくれたモランに礼を言うエドワード。しかし、モランはポーラやジョルジュの為にも、このまま嘘を通すように頼む。その事実を偶然居合わせたマリーが知ってしまった。
ポーラを愛そうにも愛せないジレンマ、そのポーラが別の男に惹かれているという事実に悶えるジョルジュは激しくポーラを責める。エドワードがその場からポーラを救い出すとマリーが現れ、ポーラに二人が兄妹ではないことを告げる。エドワードとポーラは互いに自分の気持ちに嘘をつくことができなくなっていた。愛を告白する二人。
8月下旬、パリ解放を求める連合国軍に包囲されたドイツ軍は一時撤退を決める。ハイマン大尉とリヒターとドイツ軍が現れ、撤退準備の為に男達を徴用しようとする。抵抗するエドワードが「ラ・マルセイエーズ」を歌い出す。人々は一人また一人と歌に加わり、やがて大合唱となる。その歌に心動かされるハイマン大尉。対して激昂したリヒターは、エドワードに銃口を向ける。咄嗟に庇って撃たれたのはポーラだった。それを見たジョルジュは隠し持っていた銃でリヒターへ発砲するが、逆に撃たれて絶命する。ハイマン大尉はその場を収め、ドイツ軍をこの場から撤退させる。ジョルジュが死んだことを知ったポーラは、これでやっとジョルジュと二人長い地獄の苦しみから解放されると安堵の表情を浮かべる。そして、愛するエドワードの腕の中で息をひきとるのだった。

## 主な配役
※1988年・月組（　）内は東京・名古屋での役替り／2010年・星組
- エドワード・ランス（英国情報部連絡員）：涼風真世／凰稀かなめ
- ポーラ・モラン（ロジュの娘、看護婦）：朝凪鈴／白華れみ
- マリー・フルージュ（キャバレー「パラディ」で働く女）：檀ひとみ／音波みのり
- ジョルジュ・ルビック（ポーラの婚約者、戦傷により車椅子での生活をおくる）：久世星佳／紅ゆずる
- ギュンター・ハイマン（ドイツ国防軍大尉）：愛川麻貴／美弥るりか
- ロジュ・モラン（警察官、ポーラの父）：未沙のえる／美城れん
- レーモン・ルビック（医師、ジョルジュの父、モランの親友）：汝鳥伶／にしき愛
- ラルダ（「パラディ」の女将）：京三紗／万里柚美
- ハンス・リヒター（ゲシュタポ）：星原美沙緒／直樹じゅん
- ジャン・ルナール（「パラディ」のウェイター、ポーラに恋している）：美輪さいこ→（立ともみ）／壱城あずさ
- ピエール（エドワードの仲間、レジスタンス）：轟悠／天寿光希
- ルネ（エドワードの仲間、レジスタンス）：天海祐希／麻央侑希

## スタッフ
※1988年・初演／2010年・再演
- 作・演出：小原弘稔／演出：中村一徳
- 作曲・編曲：吉崎憲治
- 編曲：橋本和明／前田繁実
- 振付：山田卓／伊賀裕子
- 演出助手：石田昌也／演出補：植田景子
- 装置：石濱日出雄／関谷敏昭
- 衣装：任田幾英

## 第二次世界大戦レジスタンスシリーズ
時系列に並べると、『ツーロンの薔薇』→『グランサッソの百合』→『リラの壁の囚人たち』となる。
- 「ツーロンの薔薇」：ドイツ占領下のフランス・ツーロンを舞台にフランス海軍士官フィリップ・ジャルダン（一路真輝）と古城の女主人マリアンヌ・バルビエリ（仁科有理）との悲恋物語。
- 「グランサッソの百合」：第二次世界大戦中、イタリアの山頂ホテルを舞台にイタリア海軍士官アントニオ・ルチアーノ（紫苑ゆう）とホテルの娘リリー（白城あやか）の悲恋物語。

いずれもナチスに対する抵抗が描かれている。（イタリアを舞台にした「グランサッソの百合」では、ファシズムへの抵抗が描かれている。）

3作品共、主人公を庇ってヒロインが亡くなる。

「リラの壁の囚人たち」、「ツーロンの薔薇」には共通した登場人物、ピエール・バルビエリ（轟悠）が登場する。轟は月組→雪組に組替えとなった為、両作品への出演が可能となった。

「ツーロンの薔薇」千秋楽には、エドワード・ランスに扮した涼風が特別ゲストとして登場した。